# Ulica Marynarska w Warszawie
Ulica Marynarska – ulica w warszawskiej dzielnicy Mokotów. 
Jest częścią Obwodnicy Etapowej Warszawy. Wzdłuż ulicy biegną tory tramwajowe do pętli Służewiec. Ulica rozpoczyna się od ronda Unii Europejskiej, a kończy się na wiadukcie kolejowym, będącego częścią węzła Marynarska w ciągu drogi ekspresowej S79 pod którym biegnie linia kolejowa nr 8 Warszawa-Kraków (tzw. linia radomska). Przedłużeniem ul. Marynarskiej za wiaduktem jest ul. Sasanki.

## Opis
Nazwa ulicy została nadana uchwałą Rady Narodowej m.st. Warszawy z dnia 23 marca 1950.
W latach 2009–2013 trwały prace drogowe przy budowie węzła Marynarska, będącego połączeniem odcinka drogi S79 od ul. Marynarskiej do węzła Warszawa Lotnisko.
Do końca 2013 r. ulicą przebiegała droga krajowa nr 7, lecz po zmianie przebiegu DK7 ul. Marynarska straciła kategorię drogi krajowej. Pomimo to obserwuje się na niej duży ruch ciężarowy, ponieważ w godzinach 6 – 22 odcinek Południowej Obwodnicy Warszawy od al. Krakowskiej do ul. Puławskiej jest zamknięty dla pojazdów przekraczających 16 t DMC.
W wyniku zakończonej w maju 2019 r. przebudowy, prowadzonej przez Stołeczny Zarząd Rozbudowy Miasta (d. Zarząd Miejskich Inwestycji Drogowych) ulica posiada dwie jezdnie po trzy pasy ruchu w każdą stronę. Inwestycja ta wiązała się z:
- likwidacją skrętu w lewo z ul. Marynarskiej w ul. Postępu,
- powstaniem w ciągu ul. Postępu wiaduktu drogowego umożliwiający bezkolizyjny przejazd nad ul. Marynarską,
- powstaniem relacji prawoskrętnej skrzyżowaniu z ul. Wynalazek, a istniejące przejście ze światłami dla pieszych zastąpiła kładka,
- przy skrzyżowaniu ul. Postępu i ul. Marynarskiej wybudowane zostały ekrany akustyczne,
- przebudowaniem torowisko tramwajowe od skrzyżowania z ul. Rzymowskiego do nowej pętli przy ul. Suwak,
- przesunięciem torów tramwajowych o 8 metrów na północ,
- powstaniem ścieżki rowerowej, a na wysokości ulicy Wynalazek nowa kładka dla pieszych.

Prace budowlane trwały od maja 2016 r. i trwały trzy lata.

## Ważniejsze obiekty
- Przystanek kolejowy Warszawa Służewiec
- LXV Liceum Ogólnokształcące z Oddziałami Integracyjnymi im. gen. Józefa Bema (nr 2/6)